# Stephen Scot Oswald
Stephen Scot Oswald (*30. června 1951 v Seattle, stát Washington, USA), námořní letec a americký kosmonaut. Ve vesmíru byl třikrát.

## Život

### Studium a zaměstnání
Po absolvování střední školy Bellingham High School ve městě Bellingham, Washington nastoupil v roce 1969 do námořní akademie United States Naval Academy. Akademii ukončil v roce 1973. V roce 1976 absolvoval školu námořních testovacích pilotů v Patuxent River.
V roce 1985 byl přijat do NASA, po výcviku byl o rok později zařazen do oddílu astronautů. V něm zůstal do roku 2000.

### Lety do vesmíru
Na oběžnou dráhu se v raketoplánech dostal třikrát a strávil ve vesmíru 33 dní, 22 hodin a 30 minut. Byl 262. člověkem ve vesmíru.
- STS-42 Discovery (22. ledna 1992 – 30. ledna 1992), pilot
- STS-56, Discovery (8. dubna 1993 – 17. dubna 1993), pilot
- STS-67 Endeavour (2. března 1995 – 18. března 1995), velitel